# Reprezentacja Estonii w futsalu mężczyzn
Reprezentacja Estonii w futsalu – zespół futsalowy, biorący udział w imieniu Estonii w meczach i sportowych imprezach międzynarodowych, powoływany przez selekcjonera, w którym mogą występować wyłącznie zawodnicy posiadający obywatelstwo azerskie. Za jego funkcjonowanie odpowiedzialny jest Eesti Jalgpalli Liit.

## Udział w mistrzostwach świata
- 2008 – Nie zakwalifikowała się
- 2012 – Nie zakwalifikowała się

## Udział w mistrzostwach Europy
- 2010 – Nie zakwalifikowała się
- 2012 – Nie zakwalifikowała się